# لامپا (شیلی)
لامپا (به اسپانیایی: Lampa) یک شهرستان در شیلی است که در چاکابوکو واقع شده‌است. لامپا ۴۵۱٫۹ کیلومتر مربع مساحت و ۴۰٬۲۲۸ نفر جمعیت دارد و ۴۹۶ متر بالاتر از سطح دریا واقع شده‌است.